# دوین باون
 دوین باون (انگلیسی: Devin Bowen؛ زاده ۱۸ مهٔ ۱۹۷۲) یک تنیس‌باز اهل ایالات متحده آمریکا است.